# Johann Heinrich Schulze
Johann Heinrich Schulze lub Schultz (ur. 12 maja 1687, zm. 10 października 1744) – niemiecki profesor, pochodzący z Colbitz w Księstwie Magdenburskim.

## Historia
Schulz studiował medycynę, chemię, filozofię i teologię. Został profesorem anatomii oraz kilku innych przedmiotów na Uniwersytetach w Altdorf oraz Halle.

## Wynalazki
Schulz jest najbardziej znany z odkrycia, że niektóre sole srebra, w szczególności chlorek srebra i azotan srebra, ciemnieją w obecności światła. W eksperymencie przeprowadzonym w 1717 roku ustalono, że mieszanka srebra i kredy odbija mniej światła niż nielakierowane srebro. Choć jego odkrycie nie dostarczyło środków do utrzymania obrazu (srebro nadal ciemniało nie osłonięte od światła), to stanowiło podstawę do późniejszego utrwalania obrazów. Pierwsze trwałe zdjęcie powstało w 1826; zrobił je Joseph Nicéphore Niépce; pierwsza trwała fotografia powstała na tej zasadzie została zrobiona niewiele później przez Williama Fox Talbota. Innymi badaczami w tym zakresie byli Thomas Wedgwood i Humphry Davy.